# Ye Shiwen
Det här är en artikel om en person med kinesiskt personnamn; Ye är familjenamnet.
Ye Shiwen (kinesiska: 叶诗文; pinyin: Yè Shīwén), född 1 mars 1996 i Hangzhou, Zhejiang, är en kinesisk simmare. Vid OS 2012 i London vann hon guldmedaljer i 200 och 400 meter medley, och hon satte nytt världsrekord på 400-metersdistansen.

## Tidigt liv
Ye Shiwen föddes i Hangzhou, huvudstaden i Zhejiang-provinsen i östra Kina. Hon började simma vid sex års ålder efter att hennes dagisfröken upptäckt att hon hade händer och fötter av lämplig storlek. År 2006 vann hon distriktsmästerskapen på distansen 50 meter frisim. 2008 kom hon med i Kinas simlandslag.

## Asiatiska spelen och VM
Vid Asiatiska spelen 2010 simmade Ye Shiwen 400 meter medley på tiden 4.33,79 vid en ålder av 14 år. På 200 metersdistansen fick hon tiden 2.09,37 vilket var världsårsbästa. Vid VM i Shanghai 2011 vann hon guldmedaljen på 200 meter medley genom att besegra både Ariana Kukors och Stephanie Rice.